# Frieda Schäfer
Frieda Schäfer (* 19. Februar 1904 in Lengerich; † 5. April 1980 ebenda) war eine deutsche Politikerin (KPD).
Schäfer besuchte die Volksschule und wurde danach Krankenpflegerin. 1934 wurde sie wegen der angeblichen Vorbereitung zum Hochverrat zu eineinhalb Jahren Gefängnis verurteilt.
Nach Ende des Zweiten Weltkrieges trat sie 1946 der KPD bei und wurde Mitglied des ernannten Stadtrates von Osnabrück. Dem Niedersächsischen Landtag gehörte sie in der ersten Wahlperiode vom 20. April 1947 bis zum 30. April 1951 an. Von Mai 1947 an war sie Beisitzerin des Niedersächsischen Landtages.